# جف سایبین
جف سایبین (آلمانی: Jeff Saibene؛ زادهٔ ۱۳ سپتامبر ۱۹۶۸) بازیکن سابق و مربی فوتبال اهل لوکزامبورگ بود.
از باشگاه‌هایی که در آن بازی کرده‌است می‌توان به استاندارد لیژ اشاره کرد. وی همچنین در تیم ملی فوتبال لوکزامبورگ سابقه ۶۴ بازی ملی دارد.